# Schwarzbild
Das Schwarzbild bezeichnet in der Filmkunst ein schwarzes Einzelbild, bei dem der Filmstreifen kein Licht mehr durchlässt und die Leinwand dunkel bleibt. Eine Folge von mehreren Schwarzbildern ergibt den Schwarzfilm. Er dient als monochrome Filmsequenz als Zäsur oder Stilmittel. Bei einer Überblendung hin zur Schwarzbild-Sequenz oder umgekehrt spricht man von einer Ab- oder Aufblende.